# John D. Rockefeller
John Davison Rockefeller Sr. (Richford, 8 de julho de 1839 – Ormond Beach, 23 de maio de 1937) foi um magnata e filantropo americano. Ele foi um dos americanos mais ricos de todos os tempos e uma das pessoas mais ricas da história moderna. Rockefeller nasceu em uma grande família no interior do estado de Nova Iorque que se mudou várias vezes antes de finalmente se estabelecer em Cleveland, Ohio. Ele se tornou um contador assistente aos dezesseis anos e entrou em várias parcerias comerciais a partir dos vinte anos, concentrando seus negócios no refino de petróleo. Rockefeller fundou a Standard Oil Company em 1870. Ele a administrou até 1897 e continuou sendo seu maior acionista. Em sua aposentadoria, ele concentrou sua energia e riqueza na filantropia, especialmente em relação à educação, medicina, ensino superior e modernização do sul dos Estados Unidos.
A riqueza de Rockefeller aumentou à medida que o querosene e a gasolina ganharam importância, e ele se tornou a pessoa mais rica do país, controlando 90% de todo o petróleo nos Estados Unidos em seu pico em 1900. O petróleo era usado em lâmpadas e como combustível para navios e automóveis. A Standard Oil era o maior fundo empresarial dos Estados Unidos. Por meio do uso do poder de monopólio da empresa, Rockefeller revolucionou a indústria do petróleo e, por meio de inovações corporativas e tecnológicas, foi fundamental tanto na ampla disseminação quanto na redução drástica do custo de produção do petróleo.
A empresa e as práticas comerciais de Rockefeller foram alvo de críticas, principalmente nos escritos da autora Ida Tarbell. A Suprema Corte decidiu em 1911 que a Standard Oil deveria ser desmantelada por violação das leis antitruste federais. Ela foi dividida em 34 entidades separadas, que incluíam empresas que se tornaram ExxonMobil, Chevron e outras — algumas das quais permanecem entre as maiores empresas do mundo por receita. Consequentemente, Rockefeller se tornou o primeiro bilionário do país, com uma fortuna que valia quase 2% da economia nacional. Sua riqueza pessoal foi estimada em 1913 em novecentos milhões de dólares, o que era quase 3% do produto interno bruto (PIB) dos EUA de 39,1 bilhões de dólares naquele ano.
Rockefeller passou grande parte dos últimos quarenta anos de sua vida aposentado em Kykuit, sua propriedade no Condado de Westchester, Nova Iorque, definindo a estrutura da filantropia moderna, junto com outros industriais importantes como Andrew Carnegie. Sua fortuna foi usada principalmente para criar a abordagem sistemática moderna de filantropia direcionada por meio da criação de fundações que apoiavam a medicina, a educação e a pesquisa científica. Suas fundações foram pioneiras em desenvolvimentos em pesquisa médica e foram fundamentais na quase erradicação da ancilostomíase no sul dos Estados Unidos, e da febre amarela nos Estados Unidos. Ele e Carnegie deram forma e ímpeto por meio de suas instituições de caridade ao trabalho de Abraham Flexner, que em seu ensaio "Educação Médica na América" enfaticamente dotou o empirismo como a base para o sistema médico dos EUA do século XX.
Rockefeller foi o fundador da Universidade de Chicago e da Universidade Rockefeller, e financiou o estabelecimento da Universidade Central das Filipinas nas Filipinas. Ele era um devoto batista do norte e apoiava muitas instituições baseadas na igreja. Ele aderiu à abstinência total de álcool e tabaco durante toda a sua vida. Para aconselhamento, ele confiou intimamente em sua esposa, Laura Spelman Rockefeller: eles tiveram quatro filhas e um filho juntos. Ele era um fiel congregante da Igreja Batista Missionária de Erie Street, lecionava na escola dominical e serviu como administrador, escriturário e zelador ocasional. A religião foi uma força orientadora ao longo de sua vida, e ele acreditava que era a fonte de seu sucesso. Rockefeller também era considerado um defensor do capitalismo com base em uma perspectiva do darwinismo social, e ele era citado frequentemente dizendo: "O crescimento de um grande negócio é apenas uma sobrevivência do mais apto."

## Primeiros anos

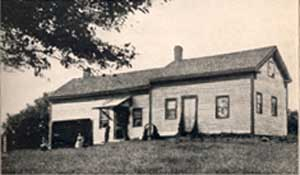
Local de nascimento de Rockefeller em Richford, Nova Iorque

Rockefeller foi o segundo de seis filhos nascidos em Richford, Nova Iorque, do vigarista William A. Rockefeller Sr. e Eliza Davison. Rockefeller tinha uma irmã mais velha chamada Lucy e quatro irmãos mais novos: William Jr., Mary e os gêmeos fraternos Franklin (Frank) e Frances. Seu pai era descendente de ingleses e alemães, enquanto sua mãe era descendente de escoceses do Ulster. Uma fonte diz que alguns ancestrais eram huguenotes, a família Roquefeuille, que fugiu da França para a Alemanha durante o reinado de Luís XIV e um período de perseguição religiosa. Na época em que seus descendentes imigraram para a América do Norte, seu nome havia assumido a forma alemã. William Sr. trabalhou primeiro como lenhador e depois como vendedor ambulante. Ele alegou ser um "médico botânico" que vendia elixires e foi descrito pelos moradores locais como "Big Bill" e "Devil Bill." Livre da moralidade convencional, ele levou uma existência vagabunda e retornou para sua família com pouca frequência. Ao longo de sua vida, Bill foi famoso por conduzir esquemas. Entre os nascimentos de Lucy e John, Bill e sua amante e governanta Nancy Brown tiveram uma filha chamada Clorinda, que morreu jovem. Entre os nascimentos de John e William Jr., Bill e Nancy tiveram outra filha, chamada Cornelia.
Eliza era uma dona de casa e uma batista devota que lutava para manter uma aparência de estabilidade em casa, já que Bill frequentemente ficava fora por longos períodos. Ela também suportou suas infidelidades e sua vida dupla, que incluía bigamia. Ele abandonou sua família permanentemente por volta de 1855 e viveu com sua segunda esposa, Margaret L. Allen.
Eliza era econômica por natureza e por necessidade, e ensinou ao filho que "o desperdício voluntário gera uma miséria lamentável". John fazia sua parte nas tarefas domésticas regulares e ganhava dinheiro extra criando perus, vendendo batatas e doces e, eventualmente, emprestando pequenas quantias de dinheiro aos vizinhos. Ele seguiu o conselho do pai de "trocar pratos por travessas" e sempre obter a melhor parte de qualquer negócio. Bill certa vez se gabou: "Eu engano meus filhos sempre que posso. Quero deixá-los afiados". No entanto, sua mãe foi mais influente na educação de John e além, enquanto ele se distanciava cada vez mais de seu pai à medida que sua vida progredia. Mais tarde, ele declarou: "Desde o início, fui treinado para trabalhar, economizar e dar."
Quando ele era um menino, sua família mudou-se para Moravia, Nova Iorque, e para Owego, Nova Iorque, em 1851, onde ele frequentou a Owego Academy. Em 1853, sua família mudou-se para Strongsville, Ohio, e ele frequentou a Central High School de Cleveland, a primeira escola secundária em Cleveland e a primeira escola secundária pública gratuita a oeste dos Alleghenies. Então ele fez um curso de negócios de dez semanas no Folsom's Commercial College, onde estudou contabilidade. Rockefeller era um menino bem-comportado, sério e estudioso, apesar das ausências de seu pai e das frequentes mudanças de família. Seus contemporâneos o descreveram como reservado, sério, religioso, metódico e discreto. Ele era um excelente debatedor e se expressava com precisão. Ele também tinha um profundo amor pela música e sonhava com ela como uma possível carreira.

## Início da carreira

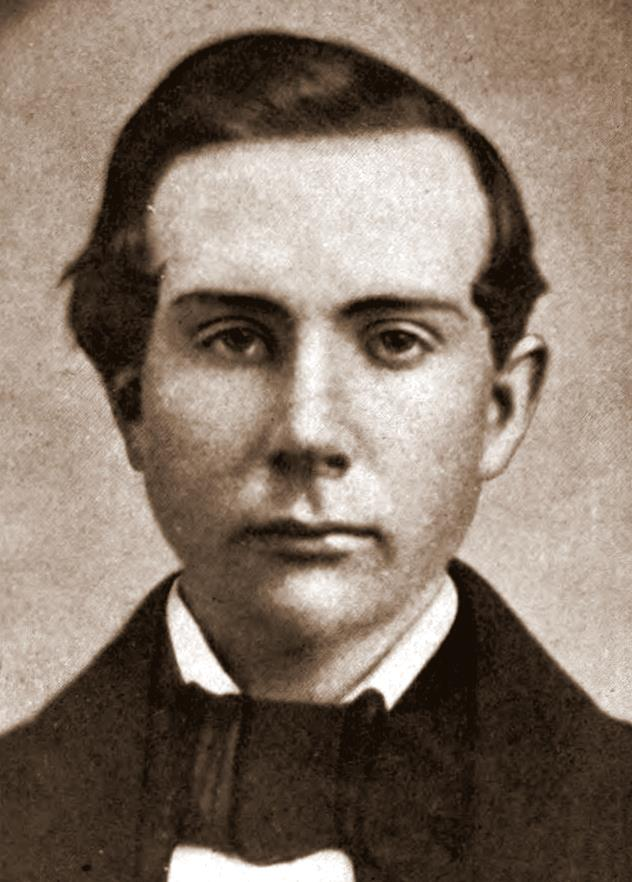
Rockefeller aos 18 anos, ca. 1857

### Contador
Em setembro de 1855, com dezesseis anos, conseguiu seu primeiro emprego como assistente de escritório, trabalhando numa pequena firma chamada Hewitt & Tuttle. Trabalhava longas horas com prazer e aprendeu "todos os métodos e sistemas de escritório". Aprendeu o cálculo de custos de transporte, que lhe serviram mais tarde. O salário total de seus primeiros três meses de salário foi de US$ 50. Já era adepto da filantropia, doando 6% do que ganhava à caridade, aumentando para 10% aos vinte anos.

### Parcerias de negócios
Em 1859, Rockefeller entrou num negócio com seu parceiro Maurice B. Clark com US$ 4 mil de capital. Tornou-se rapidamente um homem de negócios, ganhando dinheiro a cada ano que passava. Após o atacado de alimentos, os parceiros construíram uma refinaria de petróleo em 1863 em "The Flats", na área industrial de Cleveland. A refinaria pertencera a Andrews, Clark e Companhia, composta por Clark & Rockefeller, pelo químico Samuel Andrews e pelos dois irmãos de Clark. O óleo de baleia se tornara muito caro para a população e era necessário um combustível mais barato para a iluminação.
Enquanto seu irmão Frank lutava na Guerra Civil, Rockefeller cuidava de seu negócio e contratava soldados substitutos. Deu dinheiro para a causa da União, como muitos ricos, para fugir do combate. Em fevereiro de 1865, no que mais tarde foi descrito pelo historiador do setor do petróleo, Daniel Yergin como uma "situação crítica", Rockefeller comprou a parte dos irmãos Clark por US$ 72 500 e estabeleceu a firma Rockefeller & Andrews. Rockefeller disse: "Esse é o dia que determinará a minha carreira". Estava bem posicionado para tirar vantagem do pós-guerra e a grande expansão do oeste o favoreceria, fomentado pelo crescimento das ferrovias e a economia movida a petróleo. Fez grandes empréstimos, reinvestiu lucros, adaptou-se rapidamente às mudanças do mercado e colocou observadores em campo para acompanhar a rápida expansão do setor.

## Petróleo
Em 1866, seu irmão William Rockefeller comprou outra refinaria em Cleveland e fez de John seu parceiro. Em 1867, Henry M. Flagler tornou-se sócio e a indústria Rockefeller, Andrews & Flagler foi estabelecida. Em 1868, com a continuação de empréstimos e reinvestindo seus lucros, controlando custos e utilizando os resíduos da refinaria, a empresa cresceu e logo se tornou duas, em Cleveland e uma subsidiária em Nova Iorque, sendo assim a maior refinaria de petróleo do mundo, antecedendo a Standard Oil Company.

### Standard Oil

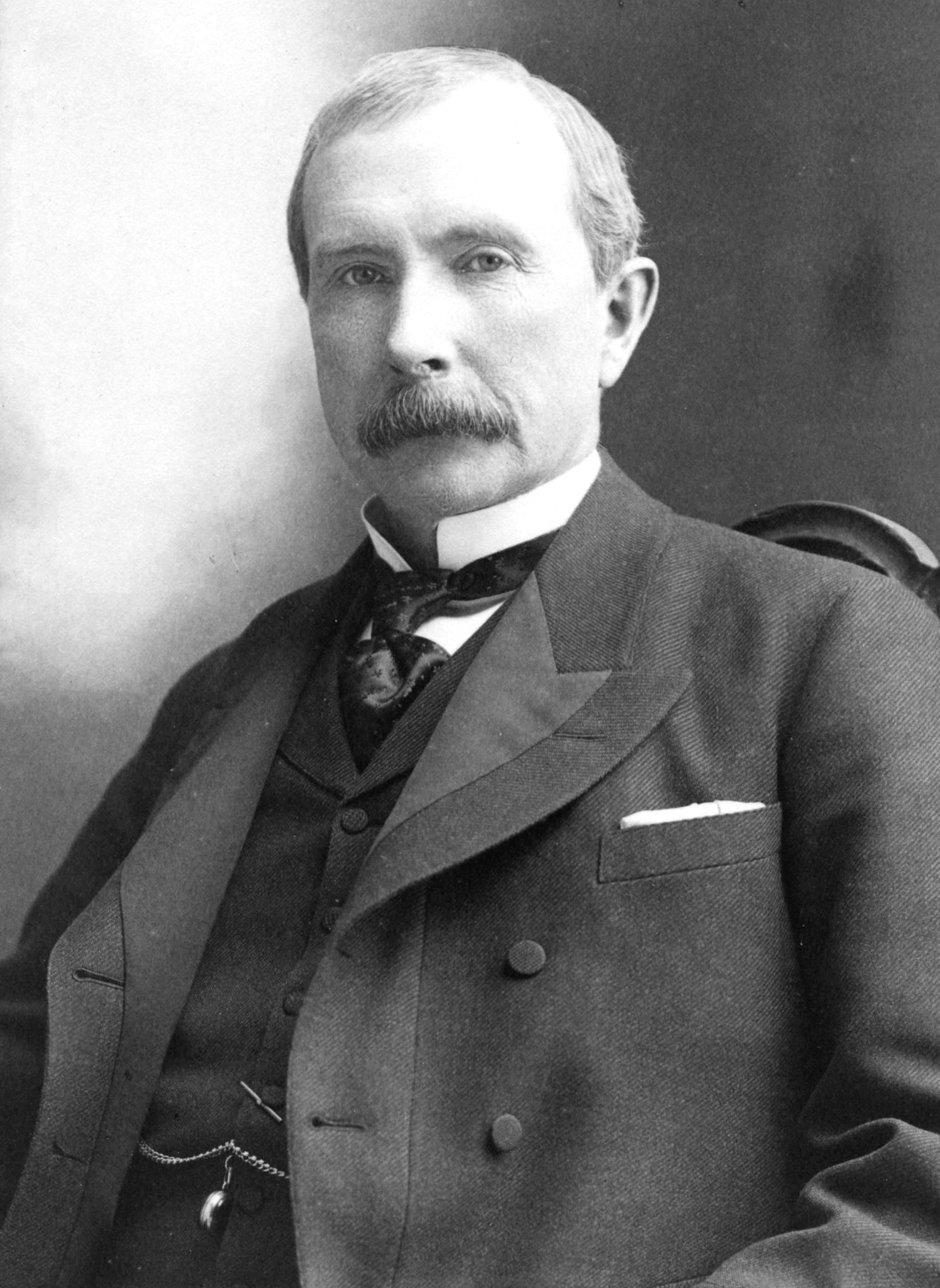
Rockefeller em 1885, nesta época sua empresa refinava entre 80 e 90% de todo petróleo do mundo

Ao fim da Guerra Civil, Cleveland foi um dos cinco principais centros de refino dos Estados Unidos (junto com Pittsburgh, Filadélfia, Nova Iorque e a região da Pennsylvania). Em junho de 1870, Rockefeller formou a Standard Oil Company|Standard Oil de Ohio, que rapidamente se tornou um dos mais prolíferos centros de refino de Ohio. Standard Oil cresceu ao ponto de se tornar um dos maiores transportadores de petróleo e querosene do país. As ferrovias estavam lutando ferozmente para o tráfego e em uma tentativa de criar um cartel para controlar as taxas de frete, formou-se a Companhia de Melhoramento do Sul, junto da Standard e de outros homens do petróleo e dos centros do petróleo. O cartel recebeu tratamento preferencial como um carregador de altos volumes, que incluía não apenas um desconto de até 50% para seu produto, mas também descontos para o transporte de produtos concorrentes. Parte desse esquema foi feito por causa das taxas de fretes que aumentavam acentuadamente. Esse novo negócio desencadeou um grande número de protestos dos proprietários independentes de petróleo, incluindo boicotes e vandalismo, o que eventualmente levou à descoberta da Standard Oil no negócio. A maior refinaria de Nova Iorque, a Charles Pratt & Co., dirigida por Charles Pratt e Henry Huttleston Rogers, comandou o plano de oposição, e as ferrovias logo recuaram.
Sem se intimidar, embora fosse a primeira vez que a imprensa deu enfoque às suas práticas, Rockefeller continuou com o seu ciclo de auto-reforço de comprar refinarias concorrentes, melhorando a eficiência de suas operações, pressionando descontos em embarques de petróleo, prejudicando a sua concorrência, fazendo acordos secretos, levantando investimentos comuns. Em menos de quatro meses, em 1872, no que mais tarde ficou conhecido como "Conquista de Cleveland" ou "Massacre de Cleveland", a Standard Oil absorveu 22 de seus 26 concorrentes. Finalmente até os seus antigos adversários, como Pratt e Rogers, viram a inutilidade de continuar a competir contra a Standard Oil e em 1874 fizeram um acordo secreto com seu velho inimigo. Pratt e Rogers tornaram-se sócios de Rockefeller. Rogers, em particular, se tornou um dos homens-chave na formação da Standard Oil Trust. O filho de Pratt, Charles Millard Pratt tornou-se o secretário da Standard Oil. Rockefeller fazia ofertas decentes aos seus concorrentes; se recusassem vender, Rockefeller levava‐os à falência e em seguida comprava a indústria barata nos leilões. Via‐se como salvador da indústria, "um anjo de misericórdia", absorvendo os fracos e tornando a indústria como um todo mais forte, mais eficiente e mais competitiva. A Standard foi crescendo horizontal e verticalmente. Aumentou os seus próprios oleodutos, vagões-tanques e a rede de entrega a domicílio. Manteve baixos preços do petróleo para afastar concorrentes e fez produtos acessíveis para as famílias de renda média. A indústria desenvolveu cerca de 300 produtos a base de petróleo, desde vaselina para pintura até vaselina para goma de mascar. Até o final da década de 1870, Standard refinava de mais de 90% do petróleo para os Estados Unidos e Rockefeller já se tornara um milionário.
Em 1877, a Standard entrou em confronto com a Ferrovia Pensilvânia, sua principal transportadora. Rockefeller tinha previsto o uso de dutos como um sistema de transporte alternativo para o óleo e começou uma campanha para construir e adquiri-los. A estrada de ferro, vendo a tentativa de Rockefeller, contra-atacou e formou uma subsidiária para comprar petróleo e construir refinarias e oleodutos. Standard reagiu e segurou seus embarques, e com a ajuda de outras ferrovias começou uma guerra de preços que reduziu drasticamente o pagamento de fretes. Rockefeller acabou prevalecendo e a estrada de ferro vendeu todos os seus negócios de petróleo para a Standard.

#### Monopólio

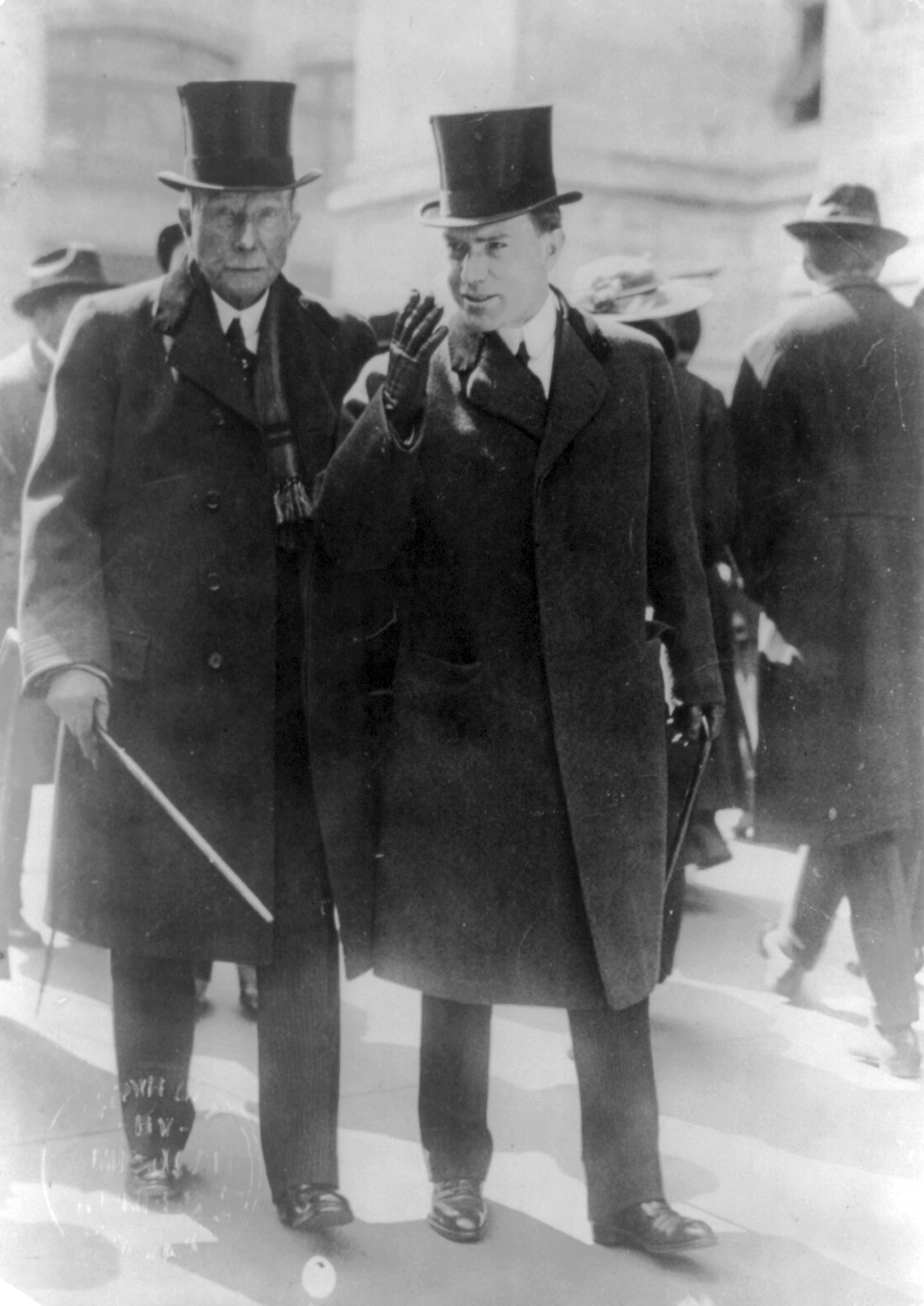
Rockefeller e seu filho John D. Rockefeller, Jrem 1915

A Standard Oil Company|Standard Oil gradualmente tinha o controle quase total do refino e comercialização de petróleo nos Estados Unidos. No setor de querosene, a Standard Oil substituiu o antigo sistema de distribuição. O sistema vertical que criou, fornecia querosene por vagões-tanques, levando o combustível para os mercados locais e em seguida para os clientes de varejo, ignorando assim, a atual rede de intermediários no atacado. Apesar de melhorar a qualidade e a disponibilidade de produtos de querosene e de diminuir o preço do produto (o valor da querosene caiu quase que 80% ao longo da vida da empresa), as práticas de negócios da Standard Oil criaram polêmica. As armas mais potentes contra seus concorrentes foram os preços diferenciados e os descontos secretos de transporte. A empresa foi atacada por jornalistas e políticos ao longo de sua existência, em parte por seus métodos monopolistas, dando impulso ao movimento antiStandard. Em 1880, segundo o New York World, a Standard Oil foi o "monopólio mais cruel, insolente, impiedoso e ganancioso que havia se firmado em um país". Em resposta aos críticos, Rockefeller respondeu: "Em um negócio tão grande como o nosso, algumas coisas passam sem nossa aprovação. As corrigimos logo que chegam ao nosso conhecimento".
Naquela época, muitas legislaturas criavam dificuldades para incorporar empresas em estados diferentes. Como resultado, Rockefeller e seus sócios compraram empresas que operavam em estados separados, tornando difícil a gestão de diferentes empresas. Em 1882, os advogados de Rockefeller criaram uma forma inovadora de centralizar suas participações nas empresas, dando à luz a Standard Oil Trust. A "Trust" foi a corporação das corporações e o tamanho da empresa e da riqueza atraiu muita atenção. Nove pessoas, incluindo Rockefeller, comandaram 41 companhias. A população e a imprensa imediatamente suspeitaram dessa nova entidade jurídica, mas outras empresas aproveitaram a ideia. A Standard Oil ganhou uma aura de invencibilidade, prevalecendo sempre contra os concorrentes, críticos e inimigos políticos. Tinha se tornado o maior, mais rico e mais temido negócio do mundo, aparentemente imune aos altos e baixos dos ciclos dos negócios, acumulando lucros de forma consistente ano após ano.
Seu vasto império estadunidense incluía vinte mil poços domésticos, quatro mil quilômetros de gasodutos, cinco mil vagões-tanque e mais de cem mil funcionários, A sua parte de refino de petróleo mundial chegou aos 90%, mas paulatinamente caiu para cerca de 80% até o fim do século. Rockefeller logo desistiu de seu sonho de controlar todo o refino de petróleo do mundo, admitindo mais tarde: "Percebemos que o sentimento público nos seria contrário se realmente refinássemos todo o petróleo". O tempo e as novas descobertas estrangeiras fizeram que perdesse o domínio. No início da década de 1880, Rockefeller criou uma das mais importantes inovações. Em vez de tentar influenciar o preço do petróleo bruto, a Standard Oil exercia o controle indireto, alterando taxas de armazenagem de petróleo para atender às condições de mercado. Rockefeller, em seguida, decidiu ordenar a emissão de certificados de petróleo armazenados em seus dutos, certificados que eram alvo de especulação, criando o primeiro mercado de futuros de petróleo, que estabeleceu os preços daí por diante. A Bolsa nacional de petróleo abriu em Manhattan no fim de 1882 para facilitar a negociação de futuros de petróleo.
Mesmo que 85% da produção mundial de petróleo ainda viesse da Pensilvânia na década de 1880, a perfuração de poços no exterior, na Rússia e no restante da Ásia principalmente, começava a tomar lugar no mercado mundial. Robert Nobel tinha estabelecido a sua empresa de refino próprio no abundante e mais barato campo de petróleo russo, e adquirido o primeiro gasoduto da região e o primeiro navio-tanque do mundo. O Paris Rothschilds entraram na briga, oferecendo financiamento. Os campos adicionais foram descobertos na Birmânia e Java. A invenção da lâmpada, gradualmente, começou a corroer o domínio da querosene na iluminação. Mas a Standard Oil adaptou-se e desenvolveu a sua presença na Europa, expandindo sua produção para o gás natural nos Estados Unidos e em seguida, gasolina para automóveis, que até então tinha sido considerado um resíduo.
A Standard Oil mudou sua sede para Nova Iorque, na 26 Broadway, e Rockefeller tornou-se uma figura central na comunidade empresarial da cidade. Comprou uma residência em 1884, na rua 54, perto das mansões de magnatas como William Henry Vanderbilt. Apesar do risco e pedidos de esmolas, Rockefeller usava o trem todos os dias para ir para o escritório em Nova Iorque.
Em 1887, o Congresso Americano criou uma comissão encarregada de fazer cumprir as taxas iguais para todos os fretes ferroviários, mas então, a Standard já dependia mais do transporte por dutos.
Na década de 1890, Rockefeller expandiu seus negócios para minério de ferro e seu transporte, colidindo com o magnata do aço Andrew Carnegie; sua competição se tornou um grande assunto nos jornais e cartunistas. Entrou numa farra de aquisições maciças na produção de petróleo bruto em Ohio, Indiana e Virgínia enquanto os campos originais da Pensilvânia se esgotavam. Em meio à expansão frenética, Rockefeller começou a pensar em aposentadoria. A gestão diária da empresa foi entregue a John Dustin Archbolg e Rockefeller comprou um imóvel novo, Pocantico Hills, ao norte de Nova Iorque, tendo mais tempo para atividades de lazer, incluindo esportes como ciclismo e golfe. Na aposentadoria integral, aos 63 anos, Rockefeller ganhou mais de US$ 8 milhões em investimentos em 1902.
Um dos mais eficazes ataques a Rockefeller e a sua empresa aconteceu com a publicação de Tarbell, Ida (1904), The History of the Standard Oil Company (em inglês). Ela documentou espionagem da empresa, guerra de preços, táticas de mão pesada de marketing e evasão de processos. Embora seu trabalho tivesse provocado uma reação de enorme desgosto popular com a empresa, Tarbell alega ter sido surpreendida com sua magnitude: "Nunca tive nada contra seu tamanho e riqueza, nunca me opus a sua forma corporativa. Queria que eles crescessem e ficassem ricos, mas de forma legal". O pai de Tarbell fora alijado do setor de petróleo durante o caso da South Improvement Company.
Rockefeller chamou-lhe privadamente ‘senhorita Tarrbell’, um trocadilho de seu nome com a palavra ‘piche’ (em inglês, tarr), mas em público disse: "nenhuma palavra sobre essa mulher". Com isso, Rockefeller começou uma campanha publicitária para colocar sua empresa (e a si mesmo) em melhor posição. Embora tivesse muito tempo, sempre manteve uma política de silêncio com a imprensa, mas decidiu se tornar mais acessível e respondeu com comentários com "capital e trabalho são duas forças selvagens que exigem legislação inteligente para mantê-los sob controle". Ele escreveu e publicou as suas memórias a partir de 1908.
Rockefeller e seu filho continuaram a consolidar os seus interesses sobre o petróleo da melhor maneira que puderam até que Nova Jérsei, em 1909, mudou suas leis de incorporação permitindo a recriação do truste na forma de uma única empresa detentora de participações. Rockefeller manteve sua participação e o título nominal de presidente da companhia até 1911. Finalmente, em 1911, a Suprema Corte dos Estados Unidos decidiu que a Standard Oil Company de Nova Jérsei violava o Ato antitruste Sherman. Até então, a empresa ainda tinha participação de 70% no mercado de petróleo e refinados, mas apenas 14% no abastecimento de petróleo bruto dos Estados Unidos. O tribunal decidiu que a companhia se originou em práticas de monopólio ilegal e ordenou que fosse dividido em 34 novas empresas. Estas incluíam a Continental oil, que se tornou Conoco, atual ConocoPhilips, Standard de Indiana (atual parte da BP), Standard da Califórnia (Chevron), Standard de Nova Jérsei (atual parte da ExxonMobil), Standard de Nova Iorque (ExxonMobil) e Standard de Ohio (BP).
Rockefeller, que raramente vendia ações, vendeu 25% das ações da Standard no momento da separação. Todos os acionistas receberam ações proporcionais em cada uma das novas 34 empresas. No rescaldo, o controle Rockefeller sobre a indústria do petróleo foi um pouco reduzido, mas ao longo dos dez anos seguintes, a separação também se lhe mostrou imensamente lucrativa. O valor das empresas combinadas cresceu cinco vezes e a riqueza pessoal de Rockefeller subiu para US$ 900 milhões.

## Filantropia

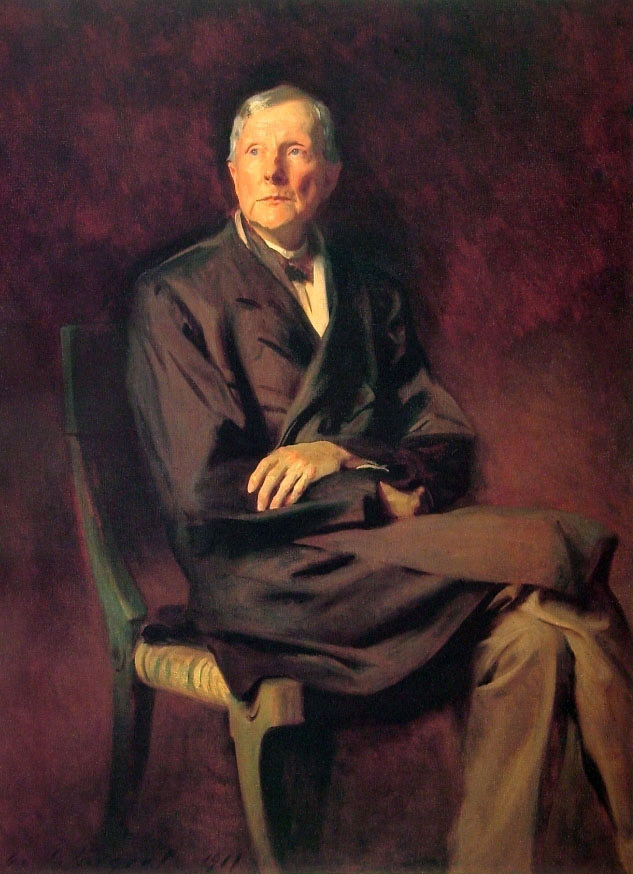
John D. Rockefeller pintado por John Singer Sargent em 1917

Desde seu primeiro salário, Rockefeller entregou o dízimo para sua igreja, mais tarde filiada à Convenção Batista do Norte. A riqueza de Rockefeller cresceu junto com suas doações, principalmente para causas educacionais e de saúde pública, mas também para a ciência e as artes. Foi aconselhado principalmente por Frederick Taylor Gates depois de 1891, e após 1897 também por seu filho.
Em 1884, financiou em Atlanta a Universidade Spelman para mulheres negras. Também doou consideravelmente à Universidade Denison, entre outras faculdades batistas.
Doou US$ 80 milhões à Universidade de Chicago, sob William Rainey Harper, transformando a pequena faculdade batista numa instituição de renome mundial em 1900.
Sua General Education Board foi fundada em 1903, para promover educação em todos os níveis em qualquer lugar do país. Também apoiou instituições como Yale, Harvard, Columbia, Brown, Bryn Mawr, Wellesley e Vassar.
Graças a sua preferência por homeopatia, seguindo os conselhos de Gates, fez a primeira grande doação para a ciência médica. Em 1901, fundou o Instituto de Pesquisa Medicinal Rockefeller em Nova Iorque. O nome mudou em 1965 para Universidade Rockefeller, após expandir sua missão e incluir uma graduação. Isso levou a 23 prêmios Nobel. Fundou a Comissão Sanitária Rockefeller em 1909, erradicando a ancilostomíase, que atingia áreas rurais da América do Sul.
Criou a Fundação Rockefeller em 1913 para expandir o trabalho da Comissão Sanitária, fechada em 1915. Doou‐lhe aproximadamente US$ 250 milhões, com foco na saúde pública, treinamento médico e artes. Também construiu a Faculdade Médica da União Pekin na China, que ajudou na Primeira Guerra Mundial.
A quarta maior ação filantrópica de Rockefeller foi a Fundação Memorial a Laura Spelman Rockefeller (1918), de suporte a estudos, com US$ 550 milhões.

## Vida pessoal

### Casamento e Família
Em 1864, casou-se com Laura Celestia "Cettie" Spelman Rockefeller. Tiveram quatro filhas e um filho, John D. Rockefeller, Jr.. Ele disse posteriormente: "O julgamento dela foi sempre melhor que o meu. Sem seus conselhos, eu seria pobre".

### Crenças
Rockefeller tornou-se membro do então novo Partido Republicano e apoiou fortemente Abraham Lincoln. Participou da Igreja da missão batista da rua Erie, onde lecionava aos domingos e serviu como administrador, secretário e zelador ocasional. A religião lhe era um forte guia, e Rockefeller acreditava que a fé era a fonte de seu sucesso. Como disse, "Deus me deu dinheiro", e Rockefeller nunca se desculpou por isso.
Sentia‐se justo e à vontade seguindo o dito de João Wesley: ‘ganhe tudo que possa, economize tudo que possa, e dê tudo que possa’. Entretanto, também era considerado um proponente do capitalismo baseado em darwinismo social, e freqüentemente se o cita:

O crescimento de uma grande empresa é só sobrevivência do mais apto— Rockefeller in Hofstadter, 1992, p 45.

## Doenças e morte

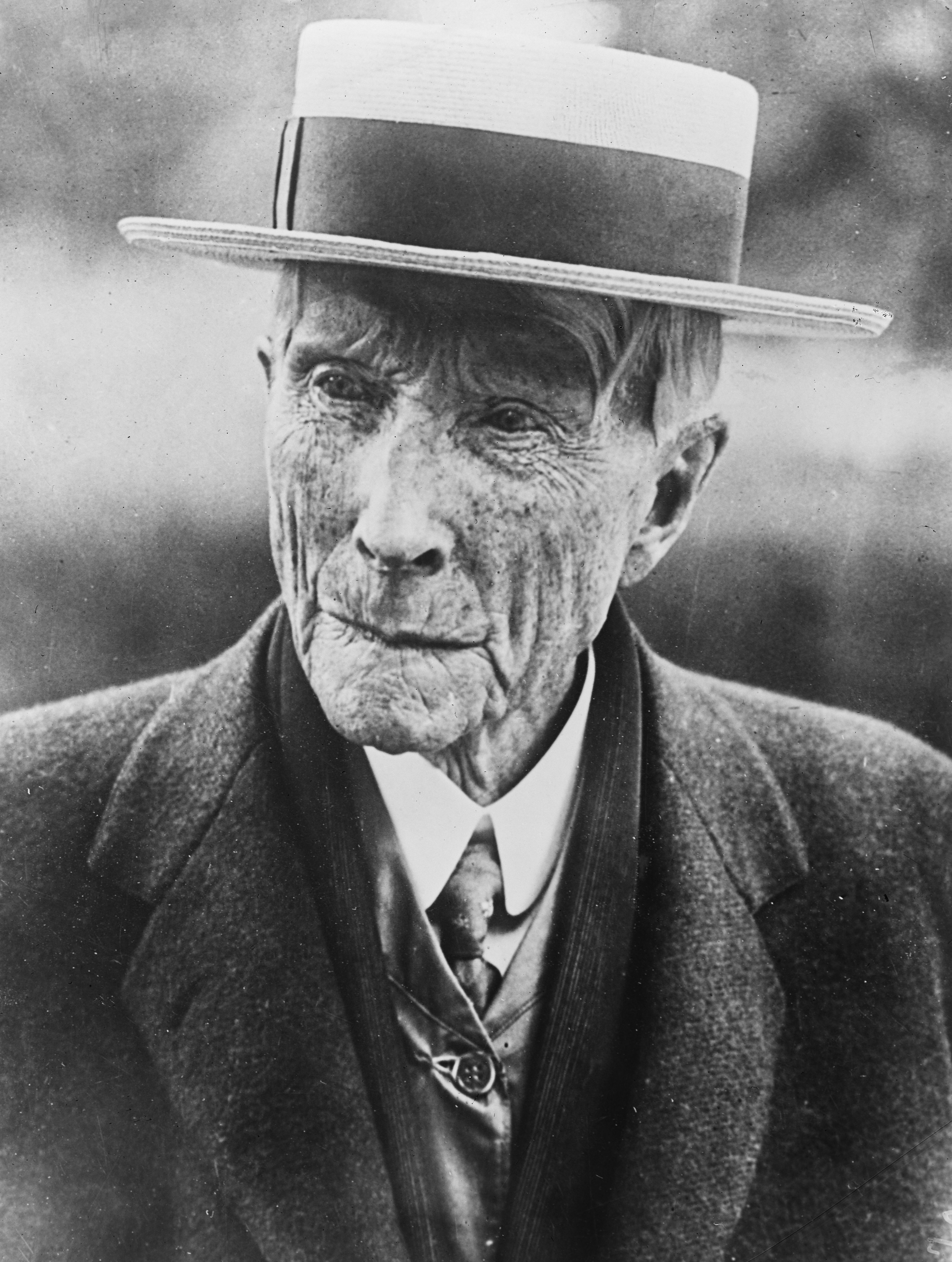
Rockefeller em 1922

Aos 50 anos, Rockefeller sofreu de depressão moderada e problemas digestivos; durante um período estressante na década de 1890, ele desenvolveu alopecia, a perda de alguns ou todos os pelos do corpo. Em 1901, ele começou a usar toupês e, em 1902, seu bigode desapareceu. Seu cabelo nunca mais cresceu, mas outras queixas de saúde diminuíram à medida que ele aliviava sua carga de trabalho.

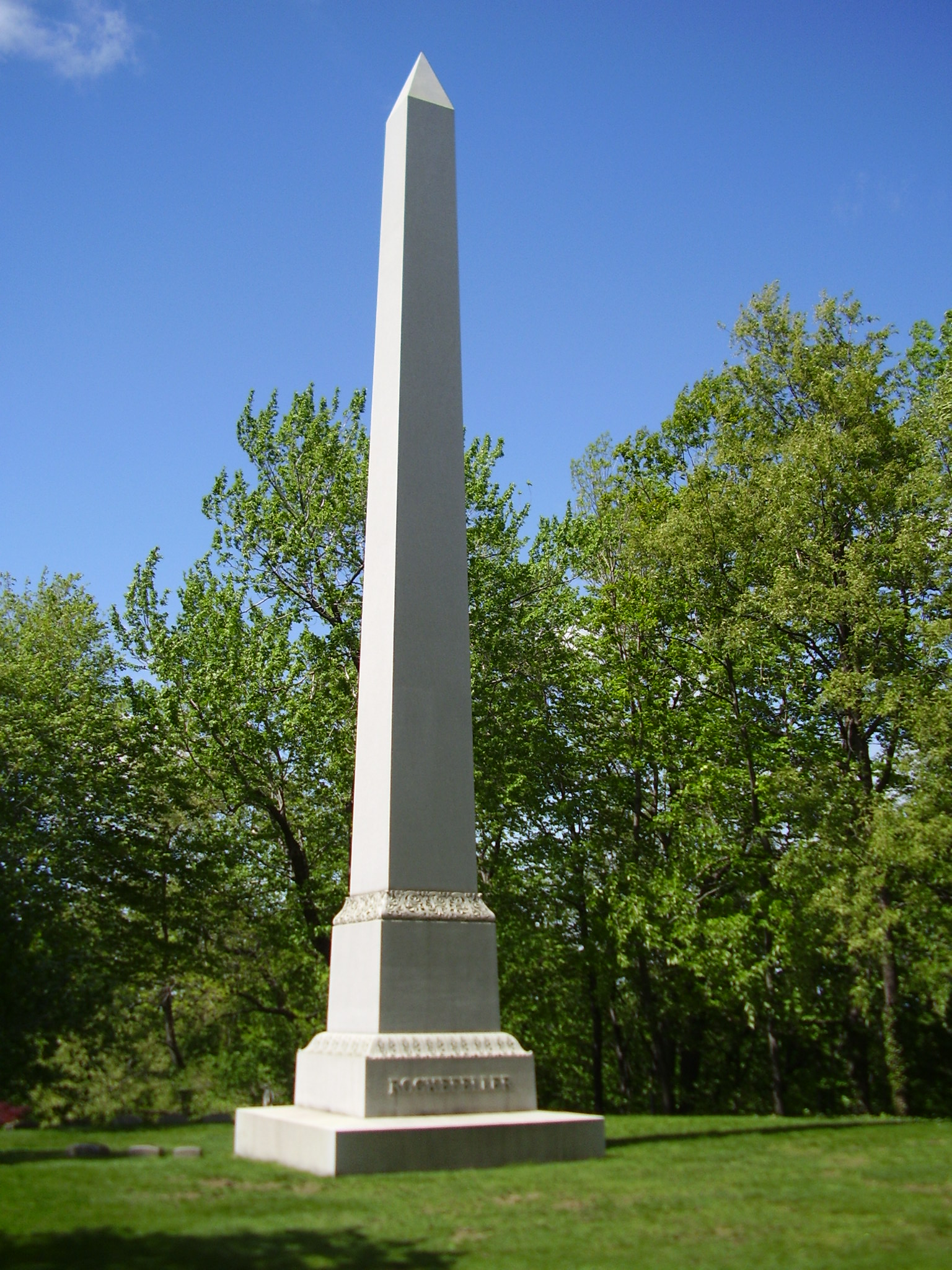
Túmulo de Rockefeller no Cemitério Lake View, Cleveland

Rockefeller morreu de arteriosclerose em 23 de maio de 1937, menos de dois meses antes de seu 98.º aniversário, em "The Casements", sua casa em Ormond Beach, Flórida. Ele foi enterrado no Cemitério Lake View em Cleveland.